# Vera Sandberg
Vera Helfrid Victoria Sandberg, född 23 maj 1895 på Hångers gård i Ljungby, död 24 december 1979 i Stockholm, var en svensk ingenjör. 1917 blev hon Sveriges första kvinnliga ingenjör utexaminerad från Chalmers tekniska högskola. 

## Biografi
Vera Sandberg växte upp på Långasjönäs i Asarums socken i Blekinge. Under hennes uppväxt drev familjen Långsjöns pappersbruk. Bruket gick i arv på moderns sida. 
Då hon började på Chalmers år 1914 var hon den enda kvinnan bland 500 manliga chalmerister. Hon tog examen i kemi 1917, varefter hon arbetade på AB Skandinaviska Raffinaderi i Partille, Oljefabriken i Karlshamn, Helsingborgs Gummifabrik och slutligen vid Sieverts Kabelverk i Sundbybergs stad. 
På Sieverts kabelverk arbetade Vera Sandberg fram till sitt giftermål 1937 med Ragnar Resare, som var änkeman och far till fem söner. Familjen bosatte sig i Storfors i Värmland där Resare var ingenjör vid bruket. I samband med giftermålet avslutade hon sitt yrkesliv. Mannen dog 1950 och Vera Sandberg flyttade till Karlstad och sedan till Stockholm. Hon dog 1979. 
Vera Sandberg har gett namn åt bland annat Chalmersspexet Vera, Vera Sandbergs allé, Camp Vera som är en teknikhelg för tjejer, ett konferensrum på Chalmers och en av Chalmers luftballonger.
Den 13 juni 2019 avtäcktes en staty av Vera Sandberg kallad "Veras laboration". Den är placerad vid Vera Sandbergs allé, Kapellplatsen i Göteborg. Statyn är fyra meter hög och gjord av brons. Den visar Vera Sandbergs arbete i laboratoriet på Chalmers och innehåller även ljussättning och rörliga delar. Den är utförd av Jan Cardell.

## Eftermäle

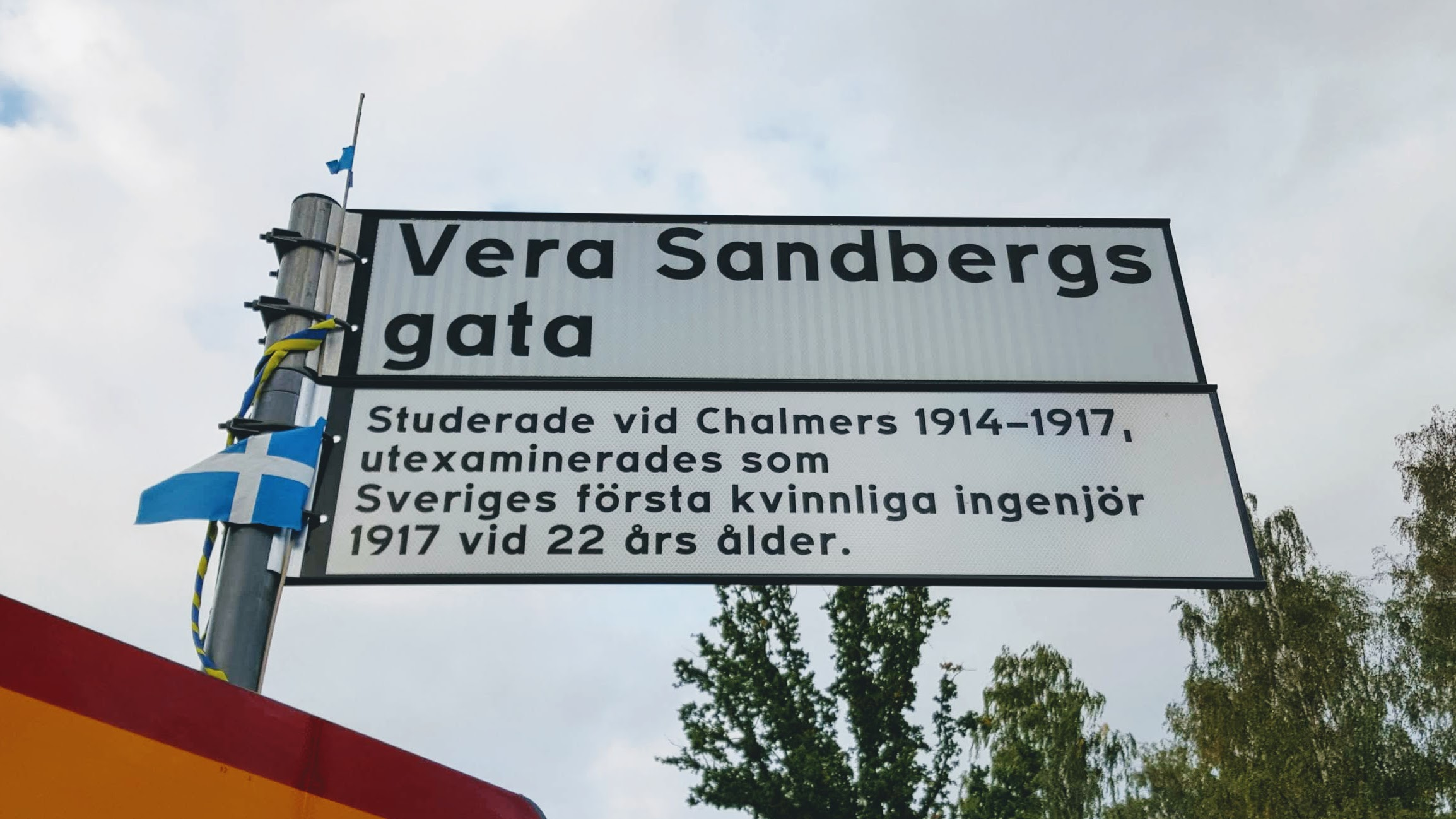
Vera Sandbergs gata i Ljungby.

Vera Sandberg har lånat sitt namn till många saker, bland annat:
- Chalmersspexet Vera
- Vera Sandbergs Allé, nära Kapellplatsen i Göteborg
- En av Chalmers luftballonger
- Ett konferensrum på plan 3 i Chalmers kårhus
- Chalmers lag i tävlingen Eco Marathon: Chalmers Vera Team
- Vera Sandbergs gata i Ljungby